# Běh na lyžích na Zimních olympijských hrách 2018 – sprint ženy
Sprint žen, běžecká disciplína z programu Zimních olympijských her 2018 se konal 23. února 2018 v Běžeckém centru Alpensia v Pchjongčchangu. Závodilo se klasickým stylem.
Pro zlatou medaili si doběhla Švédka Stina Nilssonová, vítězka kvalifikace. Ve finále po většinu závodu vedla, do cílové rovinky vjížděla s menším náskokem, který udržela až do cíle. Souboj o stříbro pro sebe rozhodla Norka Maiken Caspersenová Fallaová, která odolala náporu Rusky Julija Bělorukovová.

## Program
Časy jsou uvedeny v jihokorejském čase (UTC+9).
| Datum          | Čas   | Fáze závodu     |
| -------------- | ----- | --------------- |
| 13. února 2018 | 17:30 | Kvalifikace     |
| 13. února 2018 | 20:00 | Vyřazovací fáze |

## Výsledky
Q — postoupila do další fáze
LL — šťastná poražená
FF — fotofiniš

### Kvalifikace
| Pořadí | Číslo | Závodnice                      | Země                         | Čas     | Ztráta   | Poznámka |
| ------ | ----- | ------------------------------ | ---------------------------- | ------- | -------- | -------- |
| 1      | 12    | Stina Nilssonová               | Švédsko                      | 3:08.74 | —        | Q        |
| 2      | 7     | Maiken Caspersenová Fallaová   | Norsko                       | 3:09.13 | +0.39    | Q        |
| 3      | 3     | Krista Pärmäkoskiová           | Finsko                       | 3:12.30 | +3.56    | Q        |
| 4      | 6     | Hanna Falková                  | Švédsko                      | 3:12.54 | +3.80    | Q        |
| 5      | 5     | Katja Višnarová                | Slovinsko                    | 3:15.24 | +6.50    | Q        |
| 6      | 19    | Natalja Něprjajevová           | Olympijští sportovci z Ruska | 3:15.65 | +6.91    | Q        |
| 7      | 15    | Jessica Digginsová             | Spojené státy americké       | 3:15.76 | +7.02    | Q        |
| 8      | 22    | Ida Ingemarsdotter             | Švédsko                      | 3:16.06 | +7.32    | Q        |
| 9      | 4     | Sadie Bjornsenová              | Spojené státy americké       | 3:16.12 | +7.38    | Q        |
| 10     | 16    | Heidi Wengová                  | Norsko                       | 3:16.28 | +7.54    | Q        |
| 11     | 9     | Anamarija Lampičová            | Slovinsko                    | 3:16.57 | +7.83    | Q        |
| 12     | 18    | Sophie Caldwellová             | Spojené státy americké       | 3:17.06 | +8.32    | Q        |
| 13     | 8     | Ingvild Flugstadová Østbergová | Norsko                       | 3:17.35 | +8.61    | Q        |
| 14     | 1     | Anna Dyviková                  | Švédsko                      | 3:17.99 | +9.25    | Q        |
| 15     | 10    | Julija Bělorukovová            | Olympijští sportovci z Ruska | 3:18.26 | +9.52    | Q        |
| 16     | 13    | Sandra Ringwaldová             | Německo                      | 3:18.43 | +9.69    | Q        |
| 17     | 11    | Kathrine Harsemová             | Norsko                       | 3:18.48 | +9.74    | Q        |
| 18     | 20    | Gaia Vuerichová                | Itálie                       | 3:19.01 | +10.27   | Q        |
| 19     | 34    | Johanna Matintalo              | Finsko                       | 3:19.04 | +10.30   | Q        |
| 20     | 24    | Nadine Fähndrichová            | Švýcarsko                    | 3:19.42 | +10.68   | Q        |
| 21     | 17    | Laurien van der Graaffová      | Švýcarsko                    | 3:19.62 | +10.88   | Q        |
| 22     | 30    | Justyna Kowalczyková           | Polsko                       | 3:20.00 | +11.26   | Q        |
| 23     | 49    | Kateřina Beroušková            | Česko                        | 3:20.09 | +11.35   | Q        |
| 24     | 26    | Kerttu Niskanenová             | Finsko                       | 3:20.48 | +11.74   | Q        |
| 25     | 42    | Katharina Hennigová            | Německo                      | 3:22.64 | +13.90   | Q        |
| 26     | 28    | Elisabeth Schichová            | Německo                      | 3:23.26 | +14.52   | Q        |
| 27     | 46    | Anna Ševčenková                | Kazachstán                   | 3:23.27 | +14.53   | Q        |
| 28     | 29    | Lucia Scardoni                 | Itálie                       | 3:23.32 | +14.58   | Q        |
| 29     | 2     | Alenka Čebašeková              | Slovinsko                    | 3:23.38 | +14.64   | Q        |
| 30     | 25    | Aino-Kaisa Saarinenová         | Finsko                       | 3:24.02 | +15.28   | Q        |
| 31     | 31    | Alena Procházková              | Slovensko                    | 3:24.61 | +15.87   |          |
| 32     | 23    | Greta Laurentová               | Itálie                       | 3:25.54 | +16.80   |          |
| 33     | 21    | Ida Sargentová                 | Spojené státy americké       | 3:25.80 | +17.06   |          |
| 34     | 44    | Emily Nishikawa                | Kanada                       | 3:26.75 | +18.01   |          |
| 35     | 45    | Julija Tichonovová             | Bělorusko                    | 3:27.19 | +18.45   |          |
| 36     | 14    | Hanna Kolbová                  | Německo                      | 3:27.84 | +19.10   |          |
| 37     | 47    | Sylwia Jaśkowiecová            | Polsko                       | 3:27.94 | +19.20   |          |
| 38     | 37    | Ewelina Marciszová             | Polsko                       | 3:28.11 | +19.37   |          |
| 39     | 50    | Tatjana Mannimová              | Estonsko                     | 3:28.57 | +19.83   |          |
| 40     | 40    | Anastasija Kirillovová         | Bělorusko                    | 3:28.98 | +20.24   |          |
| 41     | 38    | Polina Seronosovová            | Bělorusko                    | 3:29.44 | +20.70   |          |
| 42     | 33    | Dahria Beatty                  | Kanada                       | 3:29.77 | +21.03   |          |
| 43     | 36    | Karolína Grohová               | Česko                        | 3:30.91 | +22.17   |          |
| 44     | 39    | Alisa Žambalovová              | Olympijští sportovci z Ruska | 3:31.53 | +22.79   |          |
| 45     | 52    | Petra Hynčicová                | Česko                        | 3:32.03 | +23.29   |          |
| 46     | 27    | Aurore Jéanová                 | Francie                      | 3:32.45 | +23.71   |          |
| 47     | 43    | Valjancina Kaminská            | Bělorusko                    | 3:32.80 | +24.06   |          |
| 48     | 35    | Jessica Yeatonová              | Austrálie                    | 3:33.01 | +24.27   |          |
| 49     | 59    | Sin Li                         | Čína                         | 3:33.61 | +24.87   |          |
| 50     | 32    | Lisa Unterwegerová             | Rakousko                     | 3:34.29 | +25.55   |          |
| 51     | 48    | Cendrine Browne                | Kanada                       | 3:34.30 | +25.56   |          |
| 52     | 41    | Nika Razingerová               | Slovinsko                    | 3:35.11 | +26.37   |          |
| 53     | 64    | Barbora Klementová             | Slovensko                    | 3:38.00 | +29.26   |          |
| 54     | 57    | Teťana Antypenková             | Ukrajina                     | 3:38.56 | +29.82   |          |
| 55     | 56    | Jelena Kolominová              | Kazachstán                   | 3:39.22 | +30.48   |          |
| 56     | 58    | Marina Anciborová              | Ukrajina                     | 3:40.17 | +31.43   |          |
| 57     | 60    | Čchun-süe Čch'                 | Čína                         | 3:42.70 | +33.96   |          |
| 58     | 63    | Aimee Watsonová                | Austrálie                    | 3:44.87 | +36.13   |          |
| 59     | 53    | Mathilde-Amivi Petitjeanová    | Togo                         | 3:45.93 | +37.19   |          |
| 60     | 61    | Valerija Tjulenevová           | Kazachstán                   | 3:47.27 | +38.53   |          |
| 61     | 62    | Tímea Lőrinczová               | Rumunsko                     | 3:48.84 | +40.10   |          |
| 62     | 51    | Patrīcija Eiduka               | Lotyšsko                     | 3:49.70 | +40.96   |          |
| 63     | 55    | Casey Wrightová                | Austrálie                    | 3:49.80 | +41.06   |          |
| 64     | 54    | Vedrana Malecová               | Chorvatsko                   | 3:54.76 | +46.02   |          |
| 65     | 67    | Gabrijela Skenderová           | Chorvatsko                   | 3:56.23 | +47.49   |          |
| 66     | 66    | Antonija Grigorovová           | Bulharsko                    | 3:59.77 | +51.03   |          |
| 67     | 65    | Hje-ri Ju                      | Jižní Korea                  | 4:11.92 | +1:03.18 |          |
| 68     | 68    | Samaneh Beyramiová Baherová    | Írán                         | 4:47.91 | +1:39.17 |          |

### Čtvrtfinále
Čtvrtfinále 1
| Pořadí | Číslo | Závodnice              | Země       | Čas     | Ztráta | Poznámka |
| ------ | ----- | ---------------------- | ---------- | ------- | ------ | -------- |
| 1      | 1     | Stina Nilssonová       | Švédsko    | 3:10.90 | —      | Q        |
| 2      | 3     | Krista Pärmäkoskiová   | Finsko     | 3:11.97 | +1.07  | Q        |
| 3      | 11    | Anamarija Lampičová    | Slovinsko  | 3:12.46 | +1.56  | LL       |
| 4      | 17    | Kathrine Harsemová     | Norsko     | 3:14.87 | +3.97  |          |
| 5      | 30    | Aino-Kaisa Saarinenová | Finsko     | 3:19.18 | +8.28  |          |
| 6      | 27    | Anna Ševčenková        | Kazachstán | 3:23.56 | +12.66 |          |

Čtvrtfinále 2
| Pořadí | Číslo | Závodnice                    | Země                   | Čas     | Ztráta | Poznámka |
| ------ | ----- | ---------------------------- | ---------------------- | ------- | ------ | -------- |
| 1      | 2     | Maiken Caspersenová Fallaová | Norsko                 | 3:11.98 | —      | Q        |
| 2      | 12    | Sophie Caldwellová           | Spojené státy americké | 3:12.39 | +0.41  | Q        |
| 3      | 8     | Ida Ingemarsdotter           | Švédsko                | 3:14.58 | +2.60  |          |
| 4      | 5     | Katja Višnarová              | Slovinsko              | 3:20.49 | +8.51  |          |
| 5      | 28    | Lucia Scardoni               | Itálie                 | 3:22.49 | +10.51 |          |
| 6      | 29    | Alenka Čebašeková            | Slovinsko              | 3:30.87 | +18.89 |          |

Čtvrtfinále 3
| Pořadí | Číslo | Závodnice           | Země                   | Čas     | Ztráta | Poznámka |
| ------ | ----- | ------------------- | ---------------------- | ------- | ------ | -------- |
| 1      | 4     | Hanna Falková       | Švédsko                | 3:11.08 | —      | Q        |
| 2      | 7     | Jessica Digginsová  | Spojené státy americké | 3:11.24 | +0.16  | Q        |
| 3      | 16    | Sandra Ringwaldová  | Německo                | 3:13.76 | +2.68  |          |
| 4      | 20    | Nadine Fähndrichová | Švýcarsko              | 3:14.82 | +3.74  |          |
| 5      | 24    | Kerttu Niskanenová  | Finsko                 | 3:19.84 | +8.76  |          |
| 6      | 23    | Kateřina Beroušková | Česko                  | 3:27.43 | +16.35 |          |

Čtvrtfinále 4
| Pořadí | Číslo | Závodnice           | Země                         | Čas     | Ztráta | Poznámka |
| ------ | ----- | ------------------- | ---------------------------- | ------- | ------ | -------- |
| 1      | 15    | Julija Bělorukovová | Olympijští sportovci z Ruska | 3:14.29 | —      | Q        |
| 2      | 10    | Heidi Wengová       | Norsko                       | 3:15.68 | +1.39  | Q        |
| 3      | 9     | Sadie Bjornsenová   | Spojené státy americké       | 3:16.75 | +2.46  |          |
| 4      | 19    | Johanna Matintalo   | Finsko                       | 3:16.92 | +2.63  |          |
| 5      | 18    | Gaia Vuerichová     | Itálie                       | 3:21.65 | +7.36  |          |
| 6      | 26    | Elisabeth Schichová | Německo                      | 3:24.26 | +9.97  |          |

Čtvrtfinále 5
| Pořadí | Číslo | Závodnice                      | Země                         | Čas    | Ztráta | Poznámka |
| ------ | ----- | ------------------------------ | ---------------------------- | ------ | ------ | -------- |
| 1      | 6     | Natalja Něprjajevová           | Olympijští sportovci z Ruska | 3:11.8 | —      | Q        |
| 2      | 21    | Laurien van der Graaffová      | Švýcarsko                    | 3:12.1 | +0.3   | Q        |
| 3      | 14    | Anna Dyviková                  | Švédsko                      | 3:13.1 | +1.3   | LL       |
| 4      | 13    | Ingvild Flugstadová Østbergová | Norsko                       | 3:14.9 | +3.1   |          |
| 5      | 22    | Justyna Kowalczyková           | Polsko                       | 3:17.5 | +5.7   |          |
| 6      | 25    | Katharina Hennigová            | Německo                      | 3:19.5 | +7.7   |          |

### Semifinále
Semifinále 1
| Pořadí | Číslo | Závodnice                    | Země                   | Čas     | Ztráta | Poznámka |
| ------ | ----- | ---------------------------- | ---------------------- | ------- | ------ | -------- |
| 1      | 1     | Stina Nilssonová             | Švédsko                | 3:10.52 | —      | Q        |
| 2      | 2     | Maiken Caspersenová Fallaová | Norsko                 | 3:10.55 | +0.03  | Q        |
| 3      | 4     | Hanna Falková                | Švédsko                | 3:11.14 | +0.62  | LL       |
| 4      | 12    | Sophie Caldwellová           | Spojené státy americké | 3:11.32 | +0.80  |          |
| 5      | 3     | Krista Pärmäkoskiová         | Finsko                 | 3:12.04 | +1.52  |          |
| 6      | 14    | Anna Dyviková                | Švédsko                | 3:15.77 | +5.25  |          |

Semifinále 2
| Pořadí | Číslo | Závodnice                 | Země                         | Čas     | Ztráta | Poznámka |
| ------ | ----- | ------------------------- | ---------------------------- | ------- | ------ | -------- |
| 1      | 15    | Julija Bělorukovová       | Olympijští sportovci z Ruska | 3:10.12 | —      | Q        |
| 2      | 7     | Jessica Digginsová        | Spojené státy americké       | 3:10.72 | +0.60  | Q, FF    |
| 3      | 6     | Natalja Něprjajevová      | Olympijští sportovci z Ruska | 3:10.72 | +0.60  | LL, FF   |
| 4      | 11    | Anamarija Lampičová       | Slovinsko                    | 3:13.95 | +3.83  |          |
| 5      | 21    | Laurien van der Graaffová | Švýcarsko                    | 3:15.65 | +5.53  |          |
| 6      | 10    | Heidi Wengová             | Norsko                       | 3:16.22 | +6.10  |          |

### Finále
| Pořadí           | Číslo | Závodnice                    | Země                         | Čas     | Ztráta |
| ---------------- | ----- | ---------------------------- | ---------------------------- | ------- | ------ |
| Zlatá medaile    | 1     | Stina Nilssonová             | Švédsko                      | 3:03.84 | —      |
| Stříbrná medaile | 2     | Maiken Caspersenová Fallaová | Norsko                       | 3:06.87 | +3.03  |
| Bronzová medaile | 15    | Julija Bělorukovová          | Olympijští sportovci z Ruska | 3:07.21 | +3.37  |
| 4                | 6     | Natalja Něprjajevová         | Olympijští sportovci z Ruska | 3:12.98 | +9.14  |
| 5                | 4     | Hanna Falková                | Švédsko                      | 3:15.00 | +11.16 |
| 6                | 7     | Jessica Digginsová           | Spojené státy americké       | 3:15.07 | +11.23 |